# Joaquín Hinojosa
Joaquín Hinojosa (Madrid, 20 de enero de 1951) es un actor español.

## Biografía

### Teatro
Titulado por la Real Escuela Superior de Arte Dramático, inició su carrera artística a principios de los años setenta, interviniendo como actor y ayudante de dirección en la obra Lisístrata (1972) de Aristófanes.
Después ha interpretado numerosos personajes sobre los escenarios, entre los que figuran La cocina, A puerta cerrada —de Sartre—, Súbitamente el último verano (1973) —de Tennessee Williams—, Macbeth y El rey Lear —de Shakespeare—, Edipo —de Sófocles—, El baile —de Edgar Neville—, Don Juan Tenorio— de José Zorrilla—, Los cabellos de Absalón (1983) —de Calderón de la Barca—, El yermo de las almas (1996) —de Valle-Inclán— o Poeta en Nueva York y Mariana Pineda (1998) —ambas de Federico García Lorca—.
También ha probado suerte como director teatral en montajes como La línea del horizonte, Poeta en Nueva York, Una llamada para Pirandello, Atardecer en Santa Elena, La cantante calva, Brecht en el Botánico y El Cronicón de Oña.

### Cine
Debutó en el cine en 1974 con No profanar el sueño de los muertos, de Jorge Grau. El año siguiente protagonizó uno de los títulos más destacados del momento, Pascual Duarte, de Ricardo Franco.
En 1980, cuando Stanley Kubrick seleccionó a Carlos Saura como director de doblaje de El resplandor, Saura eligió a Hinojosa para que fuera quien doblara a Jack Nicholson junto a Verónica Forqué. En 1982, protagoniza junto a Carmen Elias Luis y Virginia.

### Televisión
A lo largo de su carrera ha combinado sus trabajos en teatro y cine con incursiones en televisión, El juglar y la reina (1978), El mayorazgo de Labraz (1983), Herederos (2007), Lalola (2008-2009), Bon dia, bonica (Canal 9, 2010), Bandolera (2011), La que se avecina (2015).

## Premios
Medallas del Círculo de Escritores Cinematográficos
| Año  | Categoría                | Película        | Resultado |
| ---- | ------------------------ | --------------- | --------- |
| 1977 | Mejor actor protagonista | Tigres de papel | Ganador   |

## Filmografía
- Gallino, the Chicken System (2012)
- Lalola (2008-2009).(Como Mateo Celaya).
- Salvador (Puig Antich) (2006)
- Camarón (2005)
- Para que no me olvides (2005)
- El caso de Marcos Rivera (2005)
- La Tarara del chapao (2003)
- El Caballero don Quijote (2002)
- Las ratas (1998)
- Un caso para dos (1997)
- Zapico (1996)
- Atolladero (1995)
- Sombras paralelas (1994)
- Catorce estaciones (1991)
- El sueño de Tánger (1991)
- La Batalla de los Tres Reyes (1990)
- Al acecho (1988)
- Jarrapellejos (1988)
- Mientras haya luz (1987)
- Tiempo de silencio (1986)
- Luces de bohemia (1985)
- Un verano de infierno (1984)
- El señor Galíndez (1984)
- Periódica pura (1984)
- Géminis (1982) (sección "La cueva de la nada")
- Luis y Virginia (1982)
- Dos (1980)
- Tierra de rastrojos (1980)
- Cuentos eróticos (1980)
- Para unas prisas... (1980)
- La mano negra (1980)
- F.E.N. (1979)
- Homenage à trois (1979)
- ¿Qué hace una chica como tú en un sitio como éste? (1978)
- Camada negra (1977)
- Elisa, vida mía (1977)
- Tigres de papel (1977)
- Pascual Duarte (1976)
- Crónica exterior (1976)
- La trastienda (1975)
- No profanar el sueño de los muertos (1974)
- Apuntes para una tesis doctoral (1974)